# Macromitrium piliferum
Macromitrium piliferum är en bladmossart som beskrevs av Schwaegrichen 1826. Macromitrium piliferum ingår i släktet Macromitrium och familjen Orthotrichaceae. Inga underarter finns listade i Catalogue of Life.